# Francesco Manca
Francesco Manca   (Milà, novembre 1966) és un prolífic descobridor d'asteroides de l'Observatori astronòmic de Sormano
amb experiència en observació

 i cerca d'objectes propers a la Terra i a la Lluna

(Near Earth Objects o NEO) des d'observatoris professionals a Arizona.
L'asteroide (15460) Manca ha estat nomenat així en el seu honor. A més de les activitats d'observació, el seu treball inclou el càlcul d'acostaments d'asteroides i estels a la terra, relacionats amb el Jet Propulsion Laboratory de la NASA, que es dedica a l'estudi dels NEO, i a la identificació orbital. És membre de la SIMCA (societat italiana de mecànica celeste i astrodinàmica) i de la Spaceguard Foundation. Ha escrit articles en revistes especialitzades en el sector. La seva activitat professional cobreix les aplicacions de sistemes de mesurament per a l'alineació amb objectes celestes, instal·lats sobre grans telescopis òptics o radiotelescopis com el VLT, Atacama Large Millimeter Array, DAG (Turkish for Eastern Anatolia Observatory), ASTRI (Astrofisica amb Specchi a Tecnologia Replicante Italiana) i LBT. També s'ocupa d'aplicacions espacials com l'observatori de monitorització solar Solar Monitoring Observatory.

## Publicacions
- "Asteroid and Planet Close Encounters", Minor Planet Bulletin, (1999 F. Manca, P. Sicoli)
- "Monitoring Hazardous Objects", Proceedings of the Third Italian Meeting of Planetary Science, (2000 F. Manca, P. Sicoli)
- "Planetary Close Encounters", Proceedings of the Fourth Italian Meeting of Planetary Science, (2002 F. Manca, P. Sicoli)
- "Minor planet recovery: analysis and verification of data obtained by OrbFit and Èdip programari", Proceedings of the Fifth Italian Meeting of Planetary Science, (2003 F. Manca, A. Testa, M. Carpino)
- "Identification of asteroids and comets: methods and results", Proceedings of the X National Conference on Planetary Science. (2011 F. Manca, P. Sicoli, and A. Testa)
- "Identification of asteroids and comets: update on methods and results". Proceedings of the XI National Conference on Planetary Science. (2013 F. Manca, A. Testa)
- "Close encounters among asteroids, comets, Earth-Moon system and inner planets: the casis of (99942) Apophis and Comet C/2013 A1 ". Proceedings of the XII Italian national workshop of planetary sciences. (2015 F. Manca, P. Sicoli, A. Testa)
- "(WMT) Wide-field Mufara Telescope", Presentation at XIV Italian Meeting of Planetary Science, (2018 F. Manca, M. Di Martino)